# Ковалёв, Игорь Адольфович
И́горь Адо́льфович Ковалёв (род. 17 января 1954 года) — советский, американский и российский режиссёр мультипликационных фильмов, художник-постановщик, художник-мультипликатор, сценарист, преподаватель, один из основателей студии «Пилот». Креативный продюсер «Союзмультфильма».

## Биография

### Советский период
Игорь Ковалёв родился в Киеве. По национальности «русский — у меня 50 % русской крови, 3 литра украинской и 3 литра польской». Окончил киевские курсы художников-мультипликаторов Госкино, где познакомился с Александром Татарским, который на долгие годы стал его ближайшим другом и соавтором (их называли «сиамскими близнецами»).
С 1972 по 1979 год работал художником-мультипликатором в творческом объединении художественной мультипликации «Киевнаучфильма». Вместе с Татарским создал «подпольную» студию «Фокус», где с помощью самодельного станка друзья сняли две серии мультфильма «Кстати о птичках». Свои работы они привезли на Высшие курсы сценаристов и режиссёров и вскоре получили приглашения. Однако руководство «Киевнаучфильма» не желало расставаться с мультипликаторами, и только через год Ковалёв получил направление в Москву (Татарский приехал позже).
До 1981 года обучался на отделении мультипликационного кино у Фёдора Хитрука, Юрия Норштейна, Владимира Пекаря и Виолетты Колесниковой. Тогда же он познакомился с работами Брессона, Бергмана, Дрейера и загорелся идеей мультипликационного артхауса. Большое влияние на формирование самобытного стиля Ковалёва оказал эстонский мультипликатор Прийт Пярн.
С 1981 по 1987 год работал режиссёром и художником-постановщиком по договорам на студии «Мульттелефильм» творческого объединения «Экран». Из-за отсутствия московской прописки «нелегально» трудился под псевдонимом Ольга Охримец. В мультфильме «Пластилиновая ворона» был автором всех «детских» рисунков, которые рисовал левой рукой, а также пластилиновых фигурок вороны и дворника. Остальных персонажей придумала Елена Косарева, поскольку Ковалёв был вынужден срочно улететь в Киев — в возрасте 55 лет скончался его отец. В Киеве он задержался и несколько лет вновь работал художником-мультипликатором на «Киевнаучфильме», после чего вернулся на «Мульттелефильм», где получил возможность ставить фильмы как режиссёр.
Параллельно с работой Татарский и Ковалёв организовали курсы при студии, где обучали молодых художников-мультипликаторов. В 1988 году вместе с Анатолием Прохоровым они основали студию «Пилот», первую независимую мультстудию в СССР, штат которой составили ученики Ковалёва и Татарского.

### Американский период
После того, как фильм «Его жена курица» (1990) завоевал ряд премий на международных фестивалях, Игоря пригласили в США на встречу со студентами на студии Disney. Во время этой встречи он познакомился с Габором Чупо, основателем студии Klasky Csupo, который тут же предложил ему заключить контракт. Ковалёв отказался, поскольку о переезде не думал и планировал закончить фильм «Андрей Свислоцкий». Чуть позже он всё-таки согласился, во многом благодаря уговорам своей первой жены — фотохудожницы Ирины Падвы, дочери известного адвоката Генриха Падвы.
В 1991 году за 20 дней до путча уехал в Лос-Анджелес, не зная ни слова по-английски. Последующие 15 лет работал режиссёром и художником-постановщиком на Klasky Csupo, а параллельно снимал авторские фильмы. По его инициативе к студии присоединились ряд ведущих сотрудников «Пилота», что сильно расстраивало Татарского, который предпочёл остаться в России. Сам Ковалёв ежегодно прилетал в Москву, где обсуждал с другом различные проекты, включая полнометражный мультфильм «Прибытие поезда», который Татарский разрабатывал с 1989 года. После его смерти Ковалёв выказывал желание завершить фильм.
Был одним из создателей сериала «Настоящие монстры», на стиль которого прямо повлиял мультфильм «Следствие ведут колобки», показанный продюсерам, и режиссёром полнометражного фильма «Карапузы» по мотивам сериала «Ох уж эти детки!», над которым также трудился долгие годы. По собственному признанию, американским художником себя никогда не считал, работал там, где были созданы хорошие условия, и в любой момент готов был вернуться в Москву или в Киев, а в идеале мечтал бы работать в Европе. Студию Klasky Csupo он также считал европейской, поскольку её костяк составляли эмигранты из Восточной Европы.
В 2005 году из-за банкротства Klasky Csupo остался без работы. Трудился на других студиях, в частности, снял пилот «Шоу пьяного ворона» для Adult Swim. Также преподавал в лаборатории экспериментальной анимации в Калифорнийском институте искусств CalArts.

### Возвращение в Россию
В ноябре 2010 года, узнав о болезни матери, режиссёр принял решение вернуться в Россию и по приглашению Тимура Бекмамбетова присоединился к студии Bazelevs, где запустил мультипликационный сериал «Алиса знает, что делать!» по мотивам произведений Кира Булычёва. Здесь же, на базе Bazelevs, был создан его последний авторский фильм «До любви». С декабря 2017 года работает креативным продюсером на студии «Союзмультфильм». Ведёт подготовку своего следующего авторского фильма «Летит павлин на юго-восток».
Женат вторым браком. Имеет дочь и сына.
2 июля 2019 года стал одним из членов жюри Американской киноакадемии (вместе с ещё 841 участником из 59 стран).

## Фильмография
- Кстати о птичках (1974) — режиссёр, сценарист, художник-постановщик, художник-мультипликатор
- Самый главный воробей (1977) — художник-мультипликатор
- Первая зима (1978) — художник-мультипликатор
- Приключения капитана Врунгеля (1979) — художник-мультипликатор
- Золоторогий олень (1979) — художник-мультипликатор
- Как несли стол (1979) — художник-мультипликатор
- Лень (1979) — художник-мультипликатор
- Трубка мира (1979) — художник-мультипликатор
- Цветок папоротника (1979) — художник-мультипликатор
- Пластилиновая ворона (1981) — художник-постановщик
- Спокойной ночи, малыши! (1981) — художник-мультипликатор (заставка)
- Ба-буш-ка (1982) — художник-мультипликатор
- Страна считалия (1982) — художник-мультипликатор
- Дождик, дождик, пуще! (1982) — художник-мультипликатор
- Дерево и кошка (1982) — художник-мультипликатор
- Жили-были мысли… (1983) — художник-мультипликатор
- Обратная сторона Луны (1983) — сценарист
- Про мышонка, который хотел стать сильным (1983) — художник-мультипликатор
- Джордано Бруно (1984) — художник-мультипликатор
- Как казаки на свадьбе гуляли (1984) — художник-мультипликатор
- Доктор Айболит (1984) — художник-мультипликатор (1-3 серии)
- Твой любящий друг (1984) — художник-мультипликатор
- Знаки (1985) — художник-постановщик
- Кубик-рубик клоунада (1985) — режиссёр, художник-постановщик, художник-мультипликатор
- Полезные советы профессора Чайникова (1985) — художник-постановщик:
  - Как не залить соседей
  - Как обогреть палатку
  - Как побелить потолок
- Крылья, ноги и хвосты (1985) — режиссёр, художник-постановщик, художник-мультипликатор
- Следствие ведут Колобки (1986—1987) — режиссёр
- Его жена курица (1990) — режиссёр
- Соло для Луны и волка (1990) — сценарист
- Андрей Свислоцкий (1991) — режиссёр, сценарист, художник-мультипликатор
- Лифт 3 (1991) — режиссёр, художник-постановщик, художник-мультипликатор
- Симпсоны (англ. The Simpsons) (1991, сериал, США) — художник-мультипликатор
- Сюда идёт кот! (англ. Here Comes the Cat!) (1992, Россия/США) — режиссёр
- Ох уж эти детки! (англ. Rugrats) (1992—1993, 2001—2004, сериал, США) — режиссёр, дизайн персонажей
- ААА!!! Настоящие монстры (англ. Aaahh!!! Real Monsters) (1994, сериал, США) — режиссёр
- Дакмен (англ. Duckman) (1994, сериал, США) — режиссёр, аниматор титров
- Городок Санто-Бугито (англ. Santo Bugito) (1995, сериал, США) — дизайн персонажей
- Птица в окне (англ. Bird in a Window) (1996, США) — режиссёр, сценарист, художник-постановщик, продюсер
- Карапузы (англ. The Rugrats Movie) (1998, США) — режиссёр, художник-постановщик
- Карапузы в Париже (англ. Rugrats in Paris: The Movie) (2000, США) — раскадровка
- Летающий Нансен (англ. Flying Nansen) (2000, США) — режиссёр, сценарист, художник-постановщик
- Дикая семейка Торнберри (англ. The Wild Thornberrys Movie) (2002, США) — дополнительная раскадровка
- Гражданин Тони (англ. Citizen Tony) (2003, США) — режиссёр
- Ты — животное (англ. You Animal) (2004, США) — режиссёр
- Молоко (англ. Milch) (2005, США) — режиссёр, сценарист, художник-постановщик
- Шоу пьяного ворона (англ. The Drinky Crow Show) (2007, сериал, США) — режиссёр
- До любви (2015) — режиссёр, сценарист
- Алиса знает, что делать! (2013—2015, Россия) — режиссёр-постановщик, художественный руководитель
- Простоквашино (2018—2019) — продюсер (1-14 серии)
- Пластилинки. Зверушки (2019) — продюсер (1-10 серии)
- Заговор (2020) — креативный продюсер
- Мне хочется (2020) — креативный продюсер
- Мурка (2020) — креативный продюсер
- Егор! (2021) — креативный продюсер
- Мой друг Тигр (2021) — креативный продюсер
- Динозаврово (2022) — консультант
- Ива белая (2022) — креативный продюсер
- Старый добрый винил (2022) — консультант
- Украденная мелодия (2022) — креативный продюсер
- Бабугли (2023) — художественный руководитель
- Волк думающий (2023) — креативный продюсер
- Миллионы алых роз (2023) — креативный продюсер
- Прощайте, люди! (2023) — куратор
- Радуга (2024) — креативный продюсер

## Награды
Мультфильмы Игоря Ковалёва были награждены на фестивалях:
- Его жена курица — «Гран-при» МФАК в Оттаве, Канада, 1989;
- Андрей Свислоцкий — приз за лучший экспер. фильм МКФ к/м фильмов в Оберхаузене, 1991;
- Bird in a window (Птица на окне) — приз за лучший к/м фильм МКФ в Барселоне;
- Milch (Молоко) — спец. приз XVII МФАФ в Загребе, 2006;
- До любви (Before Love) — Гранпри на Суздальском фестивале анимации 2016;
- Икар (кинопремия) (2016): лучший фильм «До любви».